# Glandorf (Alemanha)
Glandorf é um município da Alemanha localizado no distrito de Osnabrück, estado de Baixa Saxônia.